# 그리핀 (DJ)
그리핀(Gryffin)은 미국의 디스크자키, 음악 프로듀서이다.

## 음반 목록

### 싱글
- Heading Home (featuring 조세프 샐뱃) (2016)
- Whole Heart (with 비폴라 선샤인) (2016)
- Feel Good (with Illenium featuring 데이야) (2017)